# Namibia i olympiska sommarspelen 2016
Namibia deltog med 10 deltagare vid de olympiska sommarspelen 2016 i Rio de Janeiro. Ingen av landets deltagare erövrade någon medalj.

## Boxning
| Boxare            | Gren            | Omgång 1             | Omgång 2             | Kvartsfinal          | Semifinal            | Final                | Final            |
| Boxare            | Gren            | Motståndare Resultat | Motståndare Resultat | Motståndare Resultat | Motståndare Resultat | Motståndare Resultat | Placering        |
| ----------------- | --------------- | -------------------- | -------------------- | -------------------- | -------------------- | -------------------- | ---------------- |
| Mathias Hamunyela | Lätt flugvikt   | Husejnov (AZE) W 3–0 | Zjakjpov (KAZ) L 0–3 | Gick inte vidare     | Gick inte vidare     | Gick inte vidare     | Gick inte vidare |
| Jonas Junias      | Lätt weltervikt | Amzile (FRA) L 0–3   | Gick inte vidare     | Gick inte vidare     | Gick inte vidare     | Gick inte vidare     | Gick inte vidare |

## Cykling

### Landsväg
| Idrottare   | Gren                | Tid             | Placering       |
| ----------- | ------------------- | --------------- | --------------- |
| Dan Craven  | Herrarnas linjelopp | Fullföljde inte | Fullföljde inte |
| Dan Craven  | Herrarnas tempolopp | 1:27:47,93      | 35              |
| Vera Adrian | Damernas linjelopp  | Fullföljde inte | Fullföljde inte |

### Mountainbike
| Idrottare        | Gren                  | Tid          | Placering |
| ---------------- | --------------------- | ------------ | --------- |
| Michelle Vorster | Damernas mountainbike | LAP (2 varv) | 26        |

## Friidrott
Förkortningar
- Notera– Placeringar avser endast det specifika heatet.
- Q = Tog sig vidare till nästa omgång
- q = Tog sig vidare till nästa omgång som den snabbaste förloraren eller, i fältgrenarna, genom placering utan att nå kvalgränsen
- NR = Nationellt rekord
- N/A = Omgången fanns inte i grenen
- Bye = Idrottaren behövde inte tävla i omgången

Bana och väg
| Idrottare         | Gren              | Final    | Final     |
| Idrottare         | Gren              | Resultat | Placering |
| ----------------- | ----------------- | -------- | --------- |
| Mynhardt Kawanivi | Herrarnas maraton | 2:20:45  | 70        |
| Alina Armas       | Damernas maraton  | 2:44:20  | 75        |
| Helalia Johannes  | Damernas maraton  | 2:39:55  | 56        |
| Beata Naigambo    | Damernas maraton  | 2:36:32  | 41        |